# Jaran képang
Jaran képang, ook wel kuda képang, kuda lumping of Javaanse paardendans, is een van oorsprong Javaanse dans.
De leider van de dansgroep trekt zich tijdens de opvoering van de jaran képang terug, voor gebed en om te offeren. Hij roept zo de geesten van paarden aan die bezit nemen van de dansers.  De dansers zitten op een uit riet gevlochten stokpaard. Op het ritme van gamelanmuziek bootsen zij een ruiter na die zijn paard ment. Wanneer zij plotseling in trance raken, nemen zij het gedrag over van een paard, door te galopperen, om zich heen te schoppen en gras te eten. Hierna valt de danser neer bij de trommelaar en verbreekt de leider de trance. De leider kan daarna de geesten van andere dieren aanroepen, zoals apen, tijgers en slangen.
Indonesië en Suriname hebben de dans in 2025 genomineerd voor opname op de Representatieve lijst van het immaterieel cultureel erfgoed van de mensheid van UNESCO.